# Johann Heinrich Luz von Rizmannsdorf
Johann Heinrich Luz von Rizmannsdorf (* nach 1550 in Straubing; † 15. Mai 1634 in Passau) war ein Benediktiner und von 1619 bis 1634 Abt der Abtei Niederaltaich.
Geboren als Sohn des Kanzlers Wolfgang Luz von Rizmannsdorf hatte Johann Heinrich Luz von Rizmannsdorf 1402 in Niederaltaich seine Profess abgelegt und studierte anschließend an der Universität Ingolstadt Theologie und Philosophie. Sein Hauptinteresse galt der Wissenschaft, so dass er 1618 zu den Begründern der Salzburger Benediktineruniversität zählte, deren Präses er nachfolgend wurde.
Die Wahl Johann Heinrich Luz von Rizmannsdorfs zum Abt von Niederaltaich 1619 fällt in den Beginn des Dreißigjährigen Kriegs, dessen Auswirkungen seine Amtszeit überschatteten. Deren Beginn ist zunächst noch von intensiver Bautätigkeit geprägt. So entstand im Kloster ein neuer Konventbau, und in Kurzenisarhofen ließ er von 1624 bis 1628 eine neue Pfarrkirche nach dem Vorbild der Münchener Michaelskirche errichten. Als 1632 ein schwedisches Heer unter Führung des Bernhard von Weimar in die Umgebung von Niederaltaich vordrang, ließ Abt Heinrich Johann den Klosterschatz nach Burghausen und Salzburg bringen und die jüngeren Mönche auf österreichische und italienische Klöster verteilen. Im Januar 1634 wurde die Abtei von den schwedischen Truppen geplündert und in Brand gesteckt. Abt Johann Heinrich war zu diesem Zeitpunkt bereits nach Passau geflüchtet, wo er im Mai im Exil einem hitzigen Fieber erlag.
Der Nachfolger von Abt Johann Heinrich, Johann Grünwald, zeigte sich den Belastungen seines Amts in der schwierigen Zeit nicht gewachsen, so dass er 1648, mit dem Ende des Dreißigjährigen Kriegs, resignierte und sich als Pfarrer nach Spitz in der Wachau versetzen ließ. Auch dessen Nachfolger, Tobias Gmainer, legte wenig später, 1651 sein Amt nieder, um als Pfarrer von Schwarzach zu wirken.